# 漢弗萊 (內布拉斯加州)
漢弗萊（英語：Humphrey）是位於美國內布拉斯加州普拉特縣的城市。

## 人口
根據2020年美國人口普查的數據，漢弗萊的面積為1.29平方千米，當中陸地面積為1.28平方千米，而水域面積為0.01平方千米。當地共有人口857人，而人口密度為每平方千米664人。